# 克拉克鎮區 (明尼蘇達州艾特金縣)
克拉克鎮區（英語：Clark Township）是位於美國明尼蘇達州艾特金縣的一個行政鎮區。

## 地方資料
克拉克鎮區的面積為83.50平方千米，當中陸地面積為82.20平方千米，而水域面積為1.30平方千米。根據2020年美國人口普查的數據，當地共有人口116人，而人口密度為每平方千米1.39人。